# Gipsoteca Leonardo Bistolfi
La Gipsoteca Leonardo Bistolfi si trova a Casale Monferrato (Provincia di Alessandria) ed è ospitata nelle sale al piano terra dell'ex convento agostiniano di Santa Croce, sede del Museo Civico, che prosegue al primo piano con una ricca pinacoteca.

## Descrizione
Nelle cinque sale sono esposte oltre centosettanta opere tra terrecotte, disegni, plastiline, bozzetti e modelli in gesso, alcuni marmi e bronzi realizzati dallo scultore Leonardo Bistolfi (Casale Monferrato 1859 - La Loggia, Torino 1933).
La Gipsoteca Leonardo Bistolfi illustra l'intero percorso artistico dello scultore e permette di comprendere le diverse fasi del procedimento artistico: dalla prima intuizione espressa con immediatezza nella creta, al successivo bozzetto in gesso, al modello definitivo che concretizzava l'idea finale dello scultore. Infatti il modello costituisce l'effettiva realizzazione dell'opera prima della trasposizione in marmo e bronzo realizzate da maestranze specializzate.
Le opere esposte documentano il lungo percorso artistico di Leonardo Bistolfi che all'inizio risente del clima della Scapigliatura milanese, espressa nell'opera Amanti (1883), intervallato da piccoli gruppi di gusto verista come Il boaro, di cui il Museo espone il bozzetto in terracotta, il modello in gesso e la traduzione in bronzo. La grande stagione simbolista è invece testimoniata da opere come La sfinge (1890), Il dolore confortato dalle memorie e Il funerale di una vergine (1899).  
Anche nei piccoli bassorilievi commemorativi, eseguiti con sottile modellato, contraddistinti dalla fluidità e sinuosità del tratto, Bistolfi riesce a esprimere pienamente il contemporaneo gusto Liberty. Ne sono testimoni la Targa per la Cassa di Risparmio di Cuneo (1905), quella per Ugo Rabbeno (1906), per Cesare Vivante (1907) e i rilievi per il Monumento a Garibaldi di Sanremo (1907).
Leonardo Bistolfi alternerà commissioni private, in particolare per monumenti funerari, a incarichi pubblici come nel caso del Monumento a Carducci di Bologna e la statua equestre a Garibaldi di Savona che lasciano intravedere un nuovo linguaggio artistico dalle forme asciutte, dense, compatte.

## Nuova Collezione Bistolfi
Nel gennaio 2021 la Gipsoteca di Casale Monferrato ha ricevuto in dono dalla signora Vanda Martelli vedova Bistolfi la preziosa Collezione Leonardo Bistolfi, consistente in opere inedite di diretta produzione dello scultore a cui si aggiungono altri materiali di artisti a lui contemporanei.
250 opere scultoree realizzate in diversi materiali, tra cui il gesso, il bronzo e la plastilina, 300 disegni, 50 tavolette dipinte e 35 taccuini con schizzi e appunti costituiscono la vasta ed importante collezione acquisita dal Museo Civico. Un significativo numero di opere facenti parte della collezione risultano essere complementari ad alcune già presenti da tempo nella Gipsoteca Bistolfi, permettendo di ricostruire il processo creativo dell'artista. La collezione comprende inoltre degli scritti dell'artista, la sua biblioteca, fotografie d'epoca delle sue opere e del suo mondo familiare e culturale e l’epistolario.
La donazione è esposta dal 2022 all'interno del Museo, nella Sala delle Lunette, allestita in modalità “deposito visitabile”.

## Storia

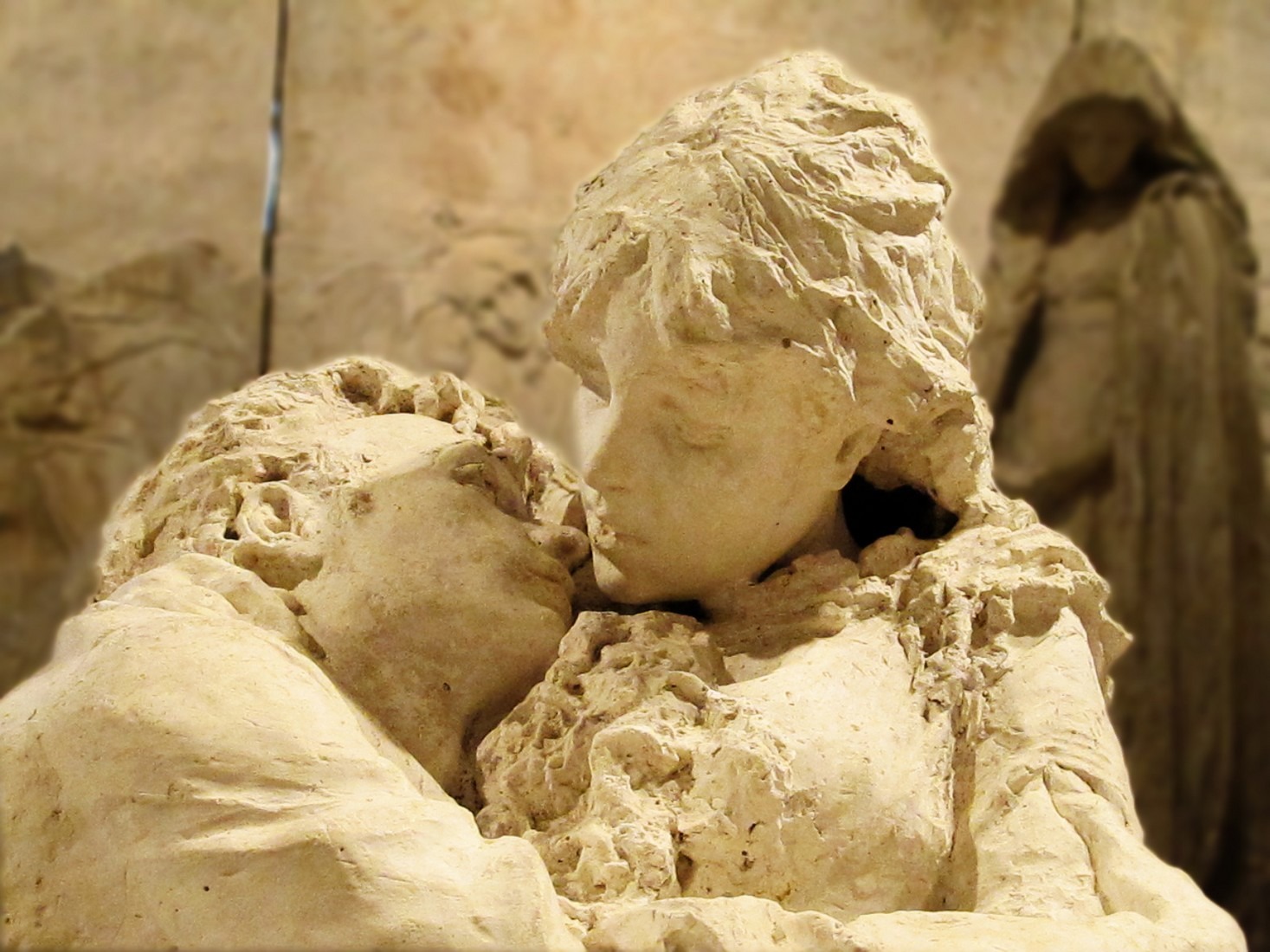
Leonardo Bistolfi, Gli Amanti

La Gipsoteca Leonardo Bistolfi è stata inaugurata nel 1995. Tuttavia, a soli quattro anni dalla morte dello scultore, in città, già se ne auspicava la costituzione e, nel 1938, si rendeva omaggio al grande artista simbolista con una mostra retrospettiva promossa da Camillo Venesio, il banchiere casalese, che vent'anni più tardi, in concomitanza con il venticinquesimo anniversario della morte dello scultore, avrebbe donato il primo nucleo di materiali – un centinaio di pezzi in tutto – destinato all'apertura della Gipsoteca.
Vicende conservative travagliate, hanno messo a dura prova la sopravvivenza stessa di molti, preziosi, materiali, giungendo solo con gli anni ‘70 del secolo scorso, complice la riscoperta di Leonardo Bistolfi da parte della critica, ad azioni di valorizzazione che, nel decennio successivo, si sarebbero concretizzate con l'attuazione di una prima, sistematica, campagna di restauro. A cinquant'anni dalla morte dell'artista, Casale Monferrato celebrava il suo illustre cittadino con una mostra curata da Rossana Bossaglia e Sandra Berresford e la pubblicazione di un catalogo, un vero e proprio repertorio completo delle opere, all'epoca note, che rimane, ancora oggi,  un importante riferimento per gli studi bistolfiani. Bisognava tuttavia attendere altri dieci anni con la riapertura del Museo Civico, nel 1995,  negli spazi dell'ex convento agostiniano di Santa Croce, per offrire definitivamente alla fruizione pubblica la collezione di Camillo Venesio, arricchita nel tempo di altre opere, grazie alla generosa e sensibile partecipazione di Andrea Bistolfi, nipote dello scultore, con importanti donazioni e depositi. Con l'ultimo incremento del 2001 l'attuale allestimento della Gipsoteca, grazie all'organicità dei materiali e all'assetto museologico e museografico conferitole, permette di ripercorrere ed evocare la genesi di molte opere e di comprendere le varie fasi del procedimento artistico.

## Opere principali

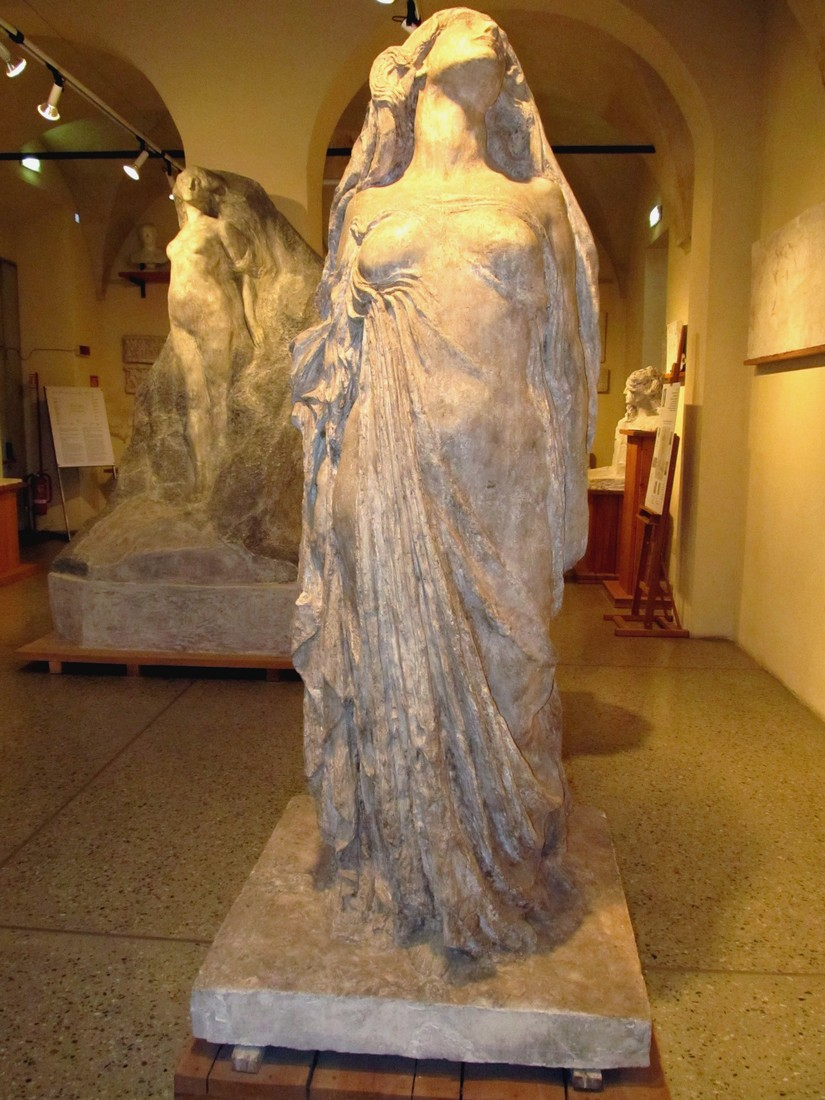
Leonardo Bistolfi, Verso la luce: la Morte

Tra le sue opere più note, di cui sono presenti in Gipsoteca i bozzetti e i modelli preparatori, si ricordano:
- Monumento funerario Pansa (Cuneo), La Sfinge (1890-1892)
- Monumento funerario Durio (Torino), Il Dolore confortato dalle Memorie, 1898 ca. – 1901
- Cappella sepolcrale Hierschel De Minerbi (Belgirate), Il funerale di una vergine, 1899-1903
- Monumento a Giovanni Segantini (Saint Moritz), La Bellezza liberata dalla materia, - L'Alpe, 1899-1906
- Monumento funerario Crovetto (Montevideo), L'olocausto, 1900-1904
- Monumento commemorativo della Battaglia del 1706 a Madonna di Campagna (Torino), La Patria, 1906
- Monumento a Vittorio Emanuele II (Roma), Il Sacrificio, 1908-1911
- Monumento Abegg (Zurigo), Verso la luce: la Vita, 1912-1913
- Monumento funerario Brayda (Villarbasse), Il Crocifisso, 1901
- Monumento a Giosuè Carducci (Bologna), Trittico, L'amore per la natura, Il Sauro destrier della canzone, 1908-1928
- Monumento funerario Hofman (Torino), Il dolore, La poesia, L'amore, 1921-1925
- Monumento funerario per Sebastiano Grandis (Borgo San Dalmazzo) La bellezza della morte, 1895
- Monumento a Giuseppe Garibaldi (Sanremo), 1905-1908
- Cappella sepolcrale Toscanini (Cimitero Monumentale di Milano), 1909 ca.-1911
- Monumento a Giuseppe Garibaldi (Savona), Il fantasma di Garibaldi, 1912-1918
- Monumento funerario per Tito Orsini (Cimitero Monumentale di Staglieno, Genova), La Croce, 1899-1907
- Monumento funerario per Erminia Cairati-Vogt (Cimitero Monumentale di Milano), Il Sogno, 1900
- Moneta di Venti centesimi, 1907
- Monumento a Cesare Lombroso (Verona), 1921
- Monumento ai Caduti (Casale Monferrato), La Primavera italica, Il Fante, 1925-1928